# 鄋瞒
鄋瞒，春秋时代狄人的一支，属于长狄。春秋中期，鄋瞒的首领侨如兄弟为诸夏诸侯歼灭，鄋瞒遂灭亡。 
《左传·文公十一年》记载了鄋瞒与诸夏诸侯的战争历史。左传追溯了宋武公之世（前765年到前748年在位），鄋瞒讨伐宋国，宋师击败之，俘获长狄缘斯。
在春秋中叶，鄋瞒的侨如、焚如、荣如和简如四兄弟兴起。
首先，左传记事的鲁文公十一年当年（公元前616年），鄋瞒讨伐齐国，又讨伐鲁国，叔孙得臣率领鲁师在咸地（今山东省嘉祥县东南）击败之，俘获老大侨如而杀之。
其次，齐惠公二年（公元前607年），鄋瞒讨伐齐国，齐人俘获老三荣如而杀之。卫国俘获老四简如。
最后，晋国灭赤狄潞氏之年（公元前594年），晋人俘获老二焚如。
四兄弟被歼灭，鄋瞒于是灭亡。
需要指出的是，荣如之死，《左传·文公十一年》作“齐襄公二年”，也就是公元前696年，齐国的将领是齐襄公、齐桓公时期的将领王子成父，老三在老大和老二的几乎一百年之前被俘。《史记》的《齐太公世家》、《鲁周公世家》以及《十二诸侯年表》将此事记载为“齐惠公二年”，则兄弟被俘获时间相隔不远。另，卫师俘获老四简如《左传》并未记录何年。杜预的《春秋左氏经传集解》认为卫师俘获老四简如和齐人俘获老三荣如为同一年。
今山东省淄博市高青县高城镇陈尧村内有一总面积约56万平方米的狄城遗址，在城内发现了约7000平方米的夯土宫殿建筑基址，确定该地就是鄋瞒国的都城。

## 扩展阅读
杨伯峻：《春秋左传注》，中华书局1990年5月第2版，第583页到第584页。